# ابیابووی باکر
ابیابووی باکر (انگلیسی: Ebiabowei Baker؛ زادهٔ ۳۰ ژانویهٔ ۱۹۹۴) بازیکن فوتبال اهل نیجریه است.
از باشگاه‌هایی که در آن بازی کرده‌است می‌توان به باشگاه ورزشی القادسیه کویت و باشگاه فوتبال ذوب‌آهن اصفهان اشاره کرد.
وی همچنین در تیم ملی فوتبال نیجریه بازی کرده‌است.